# Peter de Rivallis
Peter de Rivallis (auch Peter de Rivaux) († zwischen Juli und 2. November 1262) war ein englischer Höfling und Beamter, der während der Herrschaft von König Heinrich III. eine wichtige Rolle spielte.

## Herkunft
Peter de Rivallis war ein Neffe von Peter des Roches, dem aus dem französischen Poitou stammenden Bischof von Winchester. Seine genaue Herkunft und seine Eltern sind unbekannt, nach seinem Nachnamen könnte er aus Orival, Airvault oder Airvau im Poitou oder aus Orival in der Normandie 
stammen. Die englische Form seines Namens, Rivaux, wurde möglicherweise nach Rievaulx Abbey in Yorkshire gebildet. Bereits mittelalterliche Chronisten wie Roger von Wendover behaupteten, dass er sogar ein unehelicher Sohn von Peter des Roches war. Hierfür gibt es keine Belege, diese Theorie wird jedoch immer noch für möglich gehalten.

## Frühe Karriere
Peter de Rivallis kam nach der Eroberung des Poitou und anderer Teile des Angevinischen Reiches im Französisch-Englischen Kriegs nach England. Er wird erstmals 1204 genannt, als ihm König Johann Ohneland Ämter in mehreren Kirchen in der Diözese Lincoln überträgt. Zu dieser Zeit war er vermutlich jedoch noch minderjährig, so dass er seine Ämter nicht ausüben konnte. Erst einige Jahre später erhielt er eine Pfründe an der Kathedrale von Lincoln und nach 1208 erhielt er durch den Einfluss seines Onkels ein Amt an der Kirche von Alton in Hampshire. Um 1211 wohnte er in Oxford, wo er möglicherweise studierte. Bis 1225 erhielt er noch mehrere weitere Pfründen. 
Nachdem Peter des Roches Erzieher des minderjährigen Königs Heinrich III. geworden war, wurde Rivallis 1218 Chamberlain of the king’s wardrobe. Damit war er für die Begleichung der Ausgaben des königlichen Haushalts verantwortlich, hatte jedoch nur geringen politischen Einfluss. Als sein Onkel den Machtkampf mit dem Justiciar Hubert de Burgh verlor und sich aus der Regierung zurückzog, verlor auch Rivallis Ende 1223 sein Amt in der königlichen Finanzverwaltung. Vermutlich lebte er in den nächsten Jahren im Haushalt seines Onkels, der Bischof von Winchester blieb. Als des Roches 1227 zum Kreuzzug ins Heilige Land aufbrach, zog sich Rivallis ins Poitou zurück. Im Februar 1230 erhielt er die Erlaubnis von Heinrich III., nach England zurückzukehren. Ob Rivallis tatsächlich nach England zurückkehrte oder noch weiter im Poitou blieb, wo er vor 1232 als stellvertretender Schatzmeister einer unbekannten Kollegiatkirche diente, ist dabei nicht bekannt. Erst als des Roches 1232 von seinem Kreuzzug nach England zurückkehrte und Hubert de Burgh in der Gunst des Königs verdrängen konnte, war auch Rivallis mit Sicherheit in England. Im Mai 1232 wurde er Verwalter der königlichen Forste in Shropshire, ehe ihm durch den Einfluss seines Onkels am 11. Juni mehrere Hofämter übertragen wurde, darunter das des Treasurer of the king’s household.

## Leiter der königlichen Finanzen und weiterer Aufstieg
Um diese Zeit waren die königlichen Finanzen in völliger Unordnung. Zwar hatte Rivallis bereits Erfahrung in der königlichen Finanzverwaltung, doch er erhielt sein Amt nicht, weil er als ausgewiesener Finanzexperte galt, sondern weil des Roches erwartete, dass er seinen Anweisungen folgen würde. Rivallis erhielt sein Amt zu sehr großzügigen Bedingungen. Er erhielt es nicht nur lebenslang, sondern sollte es auch behalten dürfen, wenn er seinen Status als Geistlicher aufgab. Dadurch sollte er gegen Angriffe von Anhängern des abgesetzten Hubert de Burgh abgesichert werden. Dazu bewilligte ihm der König, dass Rivallis Ländereien, die er erwarb, an mögliche Kinder vererben dürfe. Am 15. Juni 1232 wurde Rivallis dazu lebenslanger Verwalter des königlichen Siegels, und am 25. Juni wurden ihm alle Schulden erlassen, die er im nächsten Jahr gegenüber dem König machen würde. Dazu wurde er lebenslanger Sheriff von Surrey und Sussex sowie Anwärter auf die Honour of L’Aigle in Sussex, die ihm später tatsächlich als erbliches Lehen übertragen wurde. Dazu wurden ihm noch weitere Ämter übertragen, darunter die Verwaltung einer Reihe von königlichen Gütern, die Verwaltung der königlichen Vormundschaften und der unter dem Schutz des Königs stehenden Juden. 
Diese Machtkonzentration war beispiellos, sowohl in der Geschwindigkeit, wie Rivallis sie erwarb, wie auch der Umfang seiner Besitzungen und Ämter. Hubert de Burgh, der immer noch offiziell Justiciar war, nahm dem König diese Bevorzugung von Rivallis übel und konnte ihn dazu überreden, am 2. Juli 1232 zu schwören, dass er die Privilegien und Rechte, die er ihm und anderen Beamten eingeräumt hatte, wahren würde. Diese Beamten waren vor allem der Kanzler Ralph de Neville, der Lord Treasurer Walter Mauclerk sowie die Stewards of the Royal Household. Dennoch konnte Rivallis seine Stellung scheinbar unangefochten ausbauen. Im Juli 1232 übertrug ihm die König die Verwaltung aller königlichen Forste, dazu durfte er in 19 Counties die Sheriffs ernennen. Rivallis wurde dazu zum Vormund von William VI de Briouze, dem minderjährigen Erben von John de Briouze und zum Verwalter von dessen Besitzungen ernannt. Er plante offensichtlich, den jungen Erben mit seiner Nichte Alice zu verheiraten. Angesichts dieser Bevorzugung von Rivallis ließ sich de Burgh am 28. Juli 1232 in Woodstock scheinbar zu Gewalttätigkeiten gegen den König hinreißen, worauf er vom Hof flüchten musste. Peter des Roches und Rivallis wurden nun die führenden Ratgeber und Minister des Königs. Im November 1232 ließen sie de Burgh vor Gericht stellen, der verurteilt und in Devizes Castle inhaftiert wurde. Die umfangreichen Besitzungen von de Burgh wurden Rivallis zur Verwaltung übergeben, der sich verschiedene Teile davon, darunter den Hafen von Dover, als lebenslangen Besitz sicherte. Dazu erhielt er mehrere Ämter und Ländereien in Irland.

## Wachsender Widerstand gegen des Roches und Rivallis
Befreit von der Bevormundung des übermächtigen Hubert de Burgh verteilte der König nun zahlreiche Hofämter um, wobei er zahlreiche Amtsträger entließ, die zuvor auf Ewigkeit ernannt worden waren. Am 3. Januar 1233 wurde Rivallis zum Treasurer of the Exchequer ernannt, womit er Bischof Walter Mauclerk ablöste. Als der König im Februar 1233 eine von ihm ausgestellte Urkunde widerrief, in der er das Gut Upavon in Wiltshire an Gilbert Basset verliehen hatte, begann dieser eine offene Rebellion. Basset konnte seinen Lehnsherrn Richard Marshal, 3. Earl of Pembroke für sich gewinnen, und in der Folge kam es in den Welsh Marches und in Irland zum offenen Bürgerkrieg. Dieser weitete sich noch zum Englisch-Walisischen Krieg aus, als die Rebellen sich mit dem walisischen Fürsten Llywelyn ab Iorwerth verbündeten.
In der Zwischenzeit gerieten die königlichen Finanzen unter der Verwaltung von Rivallis an den Rand der Zahlungsunfähigkeit, obwohl die Barone im Herbst 1232 einer direkten Besteuerung zugestimmt hatten. Durch seine große Zahl an Ämtern wurde Rivallis offensichtlich überfordert, und es gelang ihm nicht, seine Aufgaben wahrzunehmen. Er hatte versucht, seine Arbeit auf eine Reihe von Provinzbeamten zu verteilen, und anstelle der Finanzverwaltung in Westminster bediente er sich bei der dem König und seinem Hof folgenden königlichen Kasse. Aus den einzelnen Counties lieferten die Sheriffs nur noch geringe Zahlungen an den König ab, wobei Rivallis als Sheriff von Sussex, Surrey und Staffordshire mit schlechtem Beispiel voranging. Im Gegenzug stiegen die Ausgaben stark an. An die Verbündeten des Königs in der Bretagne und im Poitou, mit deren Hilfe Heinrich III. immer noch die von seinem Vater 1204 verlorenen Besitzungen in Frankreich zurückerobern wollte, wurden hohe Unterstützungszahlen geleistet, so dass die Kosten für den Krieg in den Welsh Marches und in Irland schnell zur Zahlungsunfähigkeit des Königs führten. Um dieser zu entgegnen, erhöhte Rivallis überaus stark die Abgaben, die die Juden zahlen sollten. Diese erhöhten daraufhin die Forderungen an ihre christlichen Schuldner, was zu weiteren Spannungen führte.
Rivallis selbst wurde vorgeworfen, dass er sich in seinem Amt und in der Ausübung seiner Vormundschaften und Verwaltungen übermäßig bereichern würde. Tatsächlich schien er eher vor allem unfähig denn korrupt zu sein. Schon vor Sommer 1233 hatte es offene Forderungen nach seiner Entlassung gegeben, vor allem von Richard Marshal und von den englischen Bischöfen. Ihm wurde vorgeworfen, bei der Besetzung von Ämtern Franzosen zu bevorzugen, und zahlreiche Chronisten beklagten, dass das Königreich von widerlichen Poitevins ausgebeutet würde. Dazu trug sicher bei, dass Rivallis als Absender in seinen Briefen zuerst seinen Titel als Chèvecier de Poitiers nannte. Am 12. November 1233 erlitt der König noch dazu eine schmähliche Niederlage, als sein lagerndes Heer vor den Mauern von Grosmont Castle, einer Burg von Rivallis in Südostwales, von den Rebellen und Walisern überraschend angegriffen wurde. Der König konnte knapp in die Burg entkommen, aber sein ganzer Gepäckzug fiel in die Hände der Waliser.

## Entlassung
Obwohl er offiziell noch Treasurer of the Exchequer war, wurde Rivallis bereits ab Oktober 1233 nicht mehr als Zeuge von königlichen Urkunden genannt. Angesichts des Bürgerkriegs und des Kriegs in Wales, aber ohne die finanziellen Mittel, um diese Kriege fortzuführen, entschloss sich der König im Frühjahr 1234 dazu, des Roches und Rivallis aus all ihren Ämtern zu entlassen. Dazu wurde mit der Untersuchung der Amtsführung von Rivallis begonnen, wobei besonders die Vorwürfe der Ausbeutung der Juden und seine Verwaltung der ihm übertragenen Besitzungen überprüft wurden. Rivallis folgte dem Befehl des Königs vom 19. Juni 1234 nicht, sich vor ihm zu verantworten, und wollte wohl ins Ausland fliehen. Er weigerte sich, eine Reihe seiner Besitzungen dem König zu übergeben und verschanzte sich schließlich mit des Roches in Winchester. Von dort verhandelten sie mit dem König und verlangten die Zusicherung von freiem Geleit, ehe sie wieder am Hofe erscheinen wollten. Unter dem Schutz der Bischöfe erschien Rivallis schließlich am 14. Juli in Westminster vor dem König. Er kam barhäuptig, so dass seine Tonsur ihn als Geistlichen auswies, doch mit einem Dolch am Gürtel. In einer zornigen Anklage drohte ihm der König zunächst mit der Hinrichtung und ließ ihn ihm Tower of London inhaftieren. Nach drei Tagen kam Rivallis jedoch wieder frei und durfte sich ins Kirchenasyl in der Kathedrale von Winchester zurückziehen. Unter Zusicherung von freiem Geleit durch den König wurde er am 18. Oktober wieder an den Hof gerufen. Im letzten Moment widerrief der König sein freies Geleit, und erst am 31. Oktober durfte Rivallis vor dem König erscheinen. Erneut versuchte er zu verhandeln. Er bot 1000 Mark, wenn er seine Güter in Sussex sowie die Verwaltung des Briouze-Erbes zurückerhielt, doch auch nach weiteren Treffen im November 1234 und im Januar 1235 wurde kein Ergebnis erzielt. Im Januar 1235 wurde ihm im Gegensatz zu des Roches die Ausreise aus England verweigert.
Rivallis blieb in Freiheit, lebte aber in den nächsten beiden Jahren in erzwungener Zurückgezogenheit in Südengland. Zwischenzeitlich versuchte er, mit teuren Geschenken wieder die Gunst des Königs zu erwerben, und tatsächlich wurde er im Mai 1236 begnadigt. Ab April 1237 erhielt er wieder kleinere, doch stetige Geschenke des Königs, vor allem Holz und Wildbret aus den königlichen Forsten. Er schuldete dem König auch noch mindestens £ 500, die er jedoch bis zu seinem Tod nicht zu zahlen brauchte. Nach dem Tod von Peter des Roches 1238 diente er als einer Testamentsvollstrecker seines Onkels, und im nächsten Jahrzehnt versuchte er, das Kapitel der Kollegiatkirche in Bridgnorth zu reformieren.

## Wiederaufstieg im Alter
1250 erlaubte ihm der König die Rückkehr an den Königshof. In den nächsten Jahren wurde ihm zweimal die zeitweilige Verwahrung des Staatssiegels übertragen. Bis 1252 bezeugte er dazu zahlreiche königliche Briefe und diente als königlicher Verwalter während der Vakanz der St Denys Priory in Southampton. Im Juni 1253 schenkte ihm der König ein Haus am Newgate in London. Im selben Monat, kurz vor der Abreise des Königs in die Gascogne, wurde Rivallis erneut zum Baron of the exchequer ernannt. Zwischen September 1257 und Juni 1258 diente er als Schatzmeister der königlichen Garderobe. Im Januar 1257 reiste er zusammen mit Bischof Aymer de Lusignan als königlicher Gesandter nach Frankreich, und im Mai 1258 bezeugte er als Höfling das Einverständnis des Königs, gemäß den Wünschen der Adelsopposition die Regierung zu reformieren. Nun ein alter Mann, übergab ihm der König noch Grundbesitz bei Winchester als Lehen, und nach 1260 erhielt er noch eine Pfründe an der St Paul’s Cathedral in London. Im April 1261 durfte er Beatrix von England, eine Tochter des Königs, zu ihrem Ehemann in die Bretagne begleiten.
Am 2. November 1262 wurde seine Pfründe in London neu besetzt, so dass Rivallis zuvor gestorben sein muss. Rivallis hatte bereits zu Lebzeiten den Kanonikern von Selborne Priory in Hampshire, die von seinem Onkel gegründet worden war, Grundbesitz in Shoelands bei Guildford in Surrey geschenkt. Mottisfont Priory in Hampshire soll er Juwelen und Geld hinterlassen haben. Eine Verwandtschaft von Rivallis mit dem königlichen Beamten William Brewer, der dieses Priorat ebenfalls gefördert hatte, ist unwahrscheinlich, eher kam die Verbindung durch das Rektorat der Pfarrkirche von Mottisfont zustanden, dass Rivallis lange Jahre innehatte.